# حسن نجاریان
محمد حسن نجاریان عضو تیم ملی سنگنوردی و عضو اولین تیم ایرانی و مسلمان فاتح قله اورست است.
صعود کننده به ۷ قله بالای هشت هزار متر.
مربی و مدرس رسمی فدراسیون کوهنوردی.
موسس و مدیر عامل باشگاه اورست ۷۷.
مولف کتاب های بر فراز خورشید و برودپیک رویای صعود.
شروع فعالیت کوهنوردی حرفه ای از سال ۱۳۶۲.
صعود زمستانی اکثر قلل البرز( بیش از ۶۰ بار صعود دماوند در فصول مختلف و از جبهه های متعدد)
صاحبان سبک صعود فری سولو در ایران با صعود ۸ مسیر بالای هزار متر و نهایت صعود بی تکرار فری سولو مسیر هاری روست، علم کوه با زمان ۱ ساعت و ۳۳ دقیقه.
گشایش دو مسیر با نام ایران بر روی دیواره دمیر کازیک ترکیه در قالب تیم منتخب کشور
کسب مقام متعدد کشوری در مسابقات سنگنوردی داخل سالن و اعزام به مسابقات آسیایی سنگاپور سال ۱۳۷۳
فعالیت در منطقه تتون، یوسمیتی آمریکا 

## زندگی‌نامه
حسن نجاریان زاده شهرستان نهاوند است وی عضو تیم چهارنفره ایران در اولین صعود رسمی ایرانیان به قله اورست و همچنین عضو کاروان ورزشی پیام آوران صلح—که با اسب در مسیر جاده ابریشم به طرف محل بازی‌های المپیک ۲۰۰۸ چین حرکت می‌کرد—بود. او نمایشگاه‌های عکسی نیز از سفرهایش ترتیب داده‌است.

## صعودهای برون مرزی
گاشربروم ۲ ( ۸۰۳۵ متر ) سال ۱۳۷۶ مدال برنز جهان 
اورست بام دنیا ۸۸۴۸ متر سال ۱۳۷۷ مدال طلای جهان 
ماکالو ۸۴۶۳ متر سال ۱۳۸۰ مدال نقره جهان 
لوتسه ۸۵۱۶ سال ۱۳۸۱ مدال طلای جهان 
گاشربروم ۱ تا ارتفاع ۷۸۵۰ سال ۱۳۸۲ طلای جهان 
اسپانتیک ۷۰۳۰ متر سال ۱۳۸۳ مدال برنز آسیا 
برودپیک ۸۰۴۷ سال ۱۳۸۷ مدال برنز جهان
موستاق اتا ۷۵۴۶ (۴ بار) نقره آسیا 
ماناسلو ۸۱۶۳ سال ۱۳۹۰ مدال برنز جهان 
چوآیو ۸۲۰۱ سال ۱۳۹۳ مدال نقره جهان
قلل مراپیک، آیلند پیک 
قله آرارات صعود بیش از ۳۰ بار.